# Koolhydraatdeficiënt transferrine
Koolhydraatdeficiënt transferrine (Engels: carbohydrate deficient transferrin, CDT) is een variant van de glycoproteïne transferrine.
Transferrine is een plasma-eiwit dat ijzer, een bouwstof van rode bloedcellen, vervoert naar onder andere het beenmerg, de plaats waar rode bloedcellen worden gevormd. Het is een polypeptide met twee N-glycosidisch gebonden koolhydraatketens. De koolhydraatketens dragen normaal ieder twee siaalzuurresiduen (tetrasialovorm), maar meer en minder residuen zijn ook mogelijk. In theorie kunnen negen isovormen onderscheiden worden  die verschillende hoeveelheden siaalzuurresiduen dragen. De isovormen die 0, 1 of 2 siaalzuurresiduen dragen, worden koolhydraatdeficiënt transferrine of CDT genoemd. CDT is in verhoogde mate aanwezig bij chronisch overmatig alcoholgebruik, maar ook bij de ernstige erfelijke aandoening Congenital Disorder of Glycosylation (CDG). In deze twee gevallen blijken een of beide koolhydraatketens afwezig te zijn, waardoor er meer asialo- en disialotransferrine aanwezig is.
De koolhydraatdeficiënte transferrines kunnen gemeten worden in bloed en zijn daarmee een goede marker voor alcoholmisbruik. In combinatie met andere testen, zoals gamma-glutamyltransferase (GGT), aspartaat-aminotransferase (ASAT) en alanine-aminotransferase (ALAT), is CDT een bruikbaar middel om alcoholmisbruik aan te tonen.
CDT wordt gemeten na een venapunctie bij de patiënt. Gezonde individuen met geen of lage alcoholconsumptie hebben een CDT-uitslag onder de bovengrens van de referentiewaarde. Verhoogde CDT-concentraties worden gevonden bij patiënten die langdurig overmatig alcohol drinken. Er wordt gesproken van chronisch overmatig alcoholgebruik als er gemiddeld bij mannen 60 gram alcohol (ten minste 5 alcoholische consumpties) per dag worden geconsumeerd. Bij vrouwen ligt deze grens op ongeveer 40 gram alcohol per dag. Referentiewaarden verschillen tussen de diverse laboratoria, afhankelijk van de meetmethode die wordt toegepast. CDT heeft een halfwaardetijd van ongeveer 10 dagen. Het duurt 4-6 weken voordat de CDT uitslagen genormaliseerd zijn. Als de daling minder sterk is dan verwacht, dan is er mogelijk een voortzetting of hervatting van het alcoholgebruik/misbruik.